# Annabella Sciorra
Annabella Gloria Philomena Sciorra (Wethersfield, 29 maart 1960) is een Amerikaans actrice. Ze werd in 2001 genomineerd voor een Primetime Emmy Award voor haar gastrol als Gloria Trillo in de misdaad-dramaserie The Sopranos. Eerder werd ze genomineerd voor een Independent Spirit Award voor haar hoofdrol als Donna in de romantische filmkomedie True Love (1989), wat tevens haar eerste filmrol was. Sciorra maakte haar acteerdebuut in 1988 als Octavia in de miniserie The Fortunate Pilgrim.
Sciorra’s ouders zijn van Italiaanse afkomst. Ze trouwde in 1989 met acteur Joe Petruzzi, maar het huwelijk liep vier jaar later definitief stuk.

## Filmografie
*Exclusief enkele televisiefilms
| - The Kitchen (2019) - Back in the Day (2016) - Alto (2015) - The Inherited (2015) - Wishin' and Hopin' (2014) - Friends and Romans (2014) - Don Peyote (2014) - The Maid's Room (2013) - A Green Story (2012) - Marvelous (2006) - Find Me Guilty (2006) - Twelve and Holding (2005) - Identity Theft: The Michelle Brown Story (2004, televisiefilm) - American Crime (2004) - Chasing Liberty (2004) - Domenica (2001, aka Sunday) - Sam the Man (2001) - Once in the Life (2000) - King of the Jungle (2000) - Above Suspicion (2000) - What Dreams May Come (1998) - New Rose Hotel (1998) | - Highball (1997) - Mr. Jealousy (1997) - Cop Land (1997) - Destination Anywhere (1997) - Little City (1997) - The Funeral (1996) - Underworld (1996) - The Innocent Sleep (1996) - The Cure (1995) - The Addiction (1995) - Mr. Wonderful (1993) - Romeo Is Bleeding (1993) - The Night We Never Met (1993) - Whispers in the Dark (1992) - The Hand That Rocks the Cradle (1992) - Jungle Fever (1991) - The Hard Way (1991) - Reversal of Fortune (1990) - Cadillac Man (1990) - Internal Affairs (1990) - True Love (1989) |

## Televisieseries
*Exclusief eenmalige gastrollen
- Truth Be Told - Erin Buhrman (2019-...)
- Daredevil - Rosalie Carbone (2018, twee afleveringen)
- GLOW - Rosalie Biagi (2018, drie afleveringen)
- Luke Cage - Rosalie Carbone (2018, twee afleveringen)
- CSI: Crime Scene Investigation - Nancy Brass (2013, twee afleveringen)
- Mental - Nora Skoff (2009, twaalf afleveringen)
- Law & Order: Criminal Intent - Detective Carolyn Barek (2005-2007, dertien afleveringen)
- Queens Supreme - Judge Kim Vicidomini (2003-2006, twaalf afleveringen)
- ER - Diana Moore (2007, twee afleveringen)
- The L Word - Kate Arden (2007, drie afleveringen)
- The Sopranos - Gloria Trillo (2001-2004, zeven afleveringen)

- Biblioteca Nacional de España: XX1173873
- Bibliothèque nationale de France: cb140260326 (data)
- Gemeinsame Normdatei: 123510570
- International Standard Name Identifier: 0000 0001 1269 5733
- Library of Congress Control Number: no98106023
- Nationale Bibliotheek van Tsjechië: xx0179012
- Nationale Bibliotheek van Israël: 987007453730405171
- Nederlandse Thesaurus van Auteursnamen: 085991201
- Système universitaire de documentation: 06112950X
- Virtual International Authority File: 164319615